# اسماعیل‌خان معاضدالملک
اسماعیل‌خان معاضدالملک ملقب به ادیب کرمانشاهی (۱۲۵۳خ کرمانشاه - ۱۳۰۲ کرمانشاه) رئیس معارف کرمانشاه و از بنیانگذاران آموزش و پرورش نوین در این شهر و نماینده کرمانشاهان در دوره دوم مجلس شورای ملی بود.

## زندگی
پدرش میرزا نصیرالله نصیرالاطباء (حافظ الصحه) بود. تحصیلات ابتدایی و مقدماتی را در کرمانشاه گذراند  و سپس برای ادامه تحصیل به تهران رفت و در مدرسهٔ دارالفنون به تحصیل در رشتهٔ طب پرداخت. 
اسماعیل‌خان وارد خدمت وزارت امورخارجه شد و در سال ۱۲۷۶ به سمت‌ کارگزاری (امور حقوقی اتباع بیگانه) رسید، در سال ۱۲۸۲ معاون و در ۱۲۸۸ کفیل کارگزاری کرمانشاه شد. 
همان سال ۱۲۸۸ به نمایندگی کرمانشاه به مجلس رفت (دوره دوم) و به عنوان منشی انتخاب شد.  در مجلس عضو حزب اعتدال بود که اکثریت را در دست داشت. در نهم خرداد ۱۲۹۰ از نمایندگی مجلس استعفا کرد و معاون پارلمانی وزارت مالیه (دارایی) شد.  سال بعد با تأسیس ادارهٔ معارف کرمانشاه، نخستین رئیس این اداره شد. 

## ریاست معارف کرمانشاه
اسماعیل‌خان معاضدالملک به عنوان نخستین رئیس این اداره در کرمانشاه به دنبال تأسیس نخستین مدارس مدرن در کرمانشاه و تأمین هزینه‌های فرهنگی این شهر بود. البته پیش از تأسیس این اداره نخستین مدرسهٔ مدرن کرمانشاه را حسینعلی‌خان هندسی گوران با عنوان مدرسهٔ محتشمیه در اواخر مهر ۱۲۷۸ خورشیدی به راه انداخته بود. معاضدالملک برای مشارکت دادن نخبگان در امور فرهنگی، انجمنی به نام «کمیسیون معارف» متشکل از فرهنگ‌دوستان و کارگزاران فرهنگی تشکیل داد. سپس با کمک و همکاری لامبر مولیتر رئیس بلژیکی مالیه و گمرکات کرمانشاهان، ترتیبی تا از هر عدل کالاهایی که وارد کرمانشاهان می‌شد، یک شاهی (پنج دینار) برای بودجه معارف اخذ شود. این مبلغ از ۱۸ دلو (بهمن) ۱۲۹۱ آغاز شد و با آن وسایل و امکانات مورد نیاز برای دو مدرسهٔ حقوق و نصرت فراهم شد. 
مدرسه نصرت در سال ۱۲۹۲ تأسیس شد. در زمان ریاست معاضدالملک بر اداره معارف کرمانشاهان، مدرسه محمدیه نیز در ۸ جدی (دی) ۱۲۹۳ در کرمانشاه و مدرسه صمصامیه در ۱۲۹۸ در قصرشیرین به کمک شیرخان سنجابی (صمصام‌الممالک) بنا شد. او همچنین در اواخر سال ۱۲۹۱ با کسب موافقت وزارت معارف، قطعه زمینی از اراضی موقوفی را برای ساخت مدرسه‌ای دیگر در اختیار گرفت که بعدها مدرسه احمدیه (شاهپور بعدی) در آن ساخته شد. 
با به راه افتادن جنگ جهانی اول و اشغال ایران، عوارض گمرکات کاهش یافت و معاضدالملک برای تآمین بودجه مدارس با مشکل روبرو شد. او این کسری بودجه را با برگزاری نمایش، اخذ اعانه و حق التولیه مسجد عمادالدوله تأمین می‌کرد. معاضد‌الملک تا اول ربیع‌الاول (دی) ۱۲۹۴ خورشیدی ریاست معارف کرمانشاهان را به عهده داشت و سپس جای خود را به سید ابوالقاسم بهبهانی داد. 

## ترور و مرگ
اسماعیل‌خان معاضدالملک در سال ۱۳۰۲ خورشیدی هنگامی که در حال رفتن به محل کار خود بود، با شلیک گلوله یک افسر در حاشیهٔ محلهٔ آبشوران کرمانشاه و مقابل تکیهٔ معاون‌الملک به قتل رسید. قاتل متواری شد و هیچ‌گاه شناخته نشد. انگیزهٔ قاتل، راه‌اندازی مدرسهٔ دخترانه‌ای به دست معاضدالملک به نام مدرسهٔ معاضد در سبزه‌میدان کرمانشاه عنوان شده‌است که گویا مخالفت تندوران مذهبی را برانگیخته بود.

## بزرگداشت
در خرداد ۱۳۹۳ در دومین همایش «کرمانشاه گلستان فرهنگ» در تالار وحدت دانشگاه فرهنگ و هنر کرمانشاه، مقارن با نودمین سالگرد قتل سید حسین کزازی و در حاشیهٔ بزرگداشت ۱۷۳ معلم آموزش و پرورش استان کرمانشاه که در جنگ ایران و عراق کشته شده‌اند، از اسماعیل‌خان معاضدالملک و سید حسین کزازی به عنوان «شهید علم» تجلیل به عمل آمد.